# Mancomunidad Integral Sierra de San Pedro
La Mancomunidad Sierra de San Pedro es una mancomunidad de municipios situados en el oeste de la franja central de Extremadura y su territorio se distribuye entre las dos provincias extremeñas. Presta servicios a una población de 13.289 habitantes (2023).
En el año 1996 nueve municipios acuerdan constituir una Mancomunidad Voluntaria de Entidades Locales, para la organización y prestación de forma mancomunada de obras, servicios o actividades con fines específicos.
Denominada con el nombre de Mancomunidad de Municipios "Sierra de San Pedro" tiene su sede en el municipio de Valencia de Alcántara, cabecera de la comarca natural de Valencia de Alcántara y del partido judicial que lleva su nombre.
Actualmente cuenta además con otra sede en el municipio de San Vicente de Alcántara único de los municipios del mancomunado perteneciente a la provincia de Badajoz.

## Municipios
Este mancomunidad está conformada por los siguientes 9 municipios:
- Valencia de Alcántara (Partido judicial de Valencia de Alcántara)
- San Vicente de Alcántara (Partido judicial de Badajoz)
- Membrío  (Partido judicial de Valencia de Alcántara)
- Salorino (Partido judicial de Valencia de Alcántara)
- Santiago de Alcántara (Partido judicial de Valencia de Alcántara)
- Cedillo (Partido judicial de Valencia de Alcántara)
- Herreruela (Partido judicial de Valencia de Alcántara)
- Herrera de Alcántara (Partido judicial de Valencia de Alcántara)
- Carbajo (Partido judicial de Valencia de Alcántara)

### Servicios del mancomunado
- Oficina de atención al consumidor.
- Oficina de Registro de certificados electrónicos (persona física) de la FNMT.
- Programa de Prevención de Conductas Adictivas.
- Ciudades Saludables y Sostenibles.
- Prevención de Riesgos Laborales.
- Mejoras y arreglos de caminos en las localidades adscritas a este servicio.
- Recogida de residuos.
- Oficina de Gestión Urbanística, Vivienda, Arquitectura y Ordenación del Territorio.

La Mancomunidad cuenta con 11 zonas declaradas Zona de especial protección para las aves (ZEPA) y Lugar de importancia comunitaria (LIC).
8 municipios de la Mancomunidad se encuentran dentro del parque natural del Tajo Internacional.